# Ізотопи літію
Природний літій складається з двох стабільних ізотопів: 6Li (7,5 %) і 7Li (92,5 %); у деяких зразках літію ізотопне співвідношення може бути значно порушене внаслідок природного або штучного фракціонування ізотопів. Це слід мати на увазі під час точних хімічних дослідів з використанням літію або його сполук. Також відомо ще 7 штучних радіоактивних ізотопів літію і два ядерних ізомери (масові числа від 4Li до 12Li та 10m1Li − 10m2Li відповідно). Найстійкіший із них, 8Li, має період напіврозпаду 0,8403 с. Екзотичний ізотоп 3Li (трипротон), мабуть, не існує як зв'язана система.
7Li є одним із небагатьох ізотопів, що утворилися під час первинного нуклеосинтезу (тобто невдовзі після Великого вибуху), а не лише в зорях, у кількості не більш як 10−9 від усіх елементів. Деяка кількість ізотопу 6Li, принаймні в десять тисяч разів менша, ніж 7Li, також утворилася в первинному нуклеосинтезі. Приблизно в десять разів більше 7Li утворилося в зоряному нуклеосинтезі.
Літій є проміжним продуктом реакції ppII, але при високих температурах він швидко перетворюється на два ядра гелію-4 (через 8Be).

## Розділення ізотопів

### Розділення colex
Літій-6 має більшу спорідненість із ртуттю, ніж літій-7. Коли амальгаму літію і ртуть додають до розчину, який містить гідроксид літію, то в амальгамі збільшується концентрація літію-6, а в розчині гідроксиду збільшується концентрація літію-7.
Цю властивість застосовують у методі розділення colex (column exchange, букв. колонний обмін), пропускаючи зустрічні потоки амальгами і гідроксиду через низку каскадів. фракція літію-6 здебільшого захоплюється ртуттю, тоді як літій-7 — розчином гідроксиду. На дні колони літій (збагачений літієм-6) відділяється від амальгами, а ртуть повертається для використання з новою сировиною. Зверху колони розчин гідроксиду літію піддається електролізу, щоб виділити з нього фракцію літію-7. Збагачення, якого вдається досягнути за допомогою цього методу, залежить від висоти колони і швидкості потоків.

### Молекулярна перегонка
Метод молекулярної перегонки полягає в тому, що літій нагрівають до температури близько 550 °C у вакуумі. Атоми літію випаровуються з поверхні рідини й осідають на холодній поверхні, яка розташована кількома сантиметрами вище. Оскільки атоми літію-6 мають більшу довжину вільного пробігу, то вони переважно й збираються.
Теоретична ефективність цього методу розділення становить близько 8,0 відсотків. Щоб досягнути більшого ступеня сепарації, потрібні кілька стадій.

## Літій-4
Ядро літію-4 містить три протони і один нейтрон. Це найбільш короткоживучий із відомих ізотопів літію, з періодом напіврозпаду близько 9,1·10−23 с. Унаслідок протонного розпаду він розпадається до гелію-3. Крім того, літій-4 може утворитися як проміжний продукт у деяких реакціях ядерного синтезу.

## Літій-6
Літій-6 цінний як сировина для виробництва тритію і як поглинач нейтронів у реакціях ядерного синтезу. Природний літій містить близько 7,5 % літію-6, а решта — літій-7. Значні кількості літію-6 виділено для застосування в термоядерних бомбах. Нині країни, які займалися виробництвом термоядерних бомб, припинили відділяти літій-6[джерело?], але значна його кількість залишилася на їхніх складах. Літій-6 є одним із лише трьох стабільних ізотопів, спін яких дорівнює 1, і його ядро має найменший ненульовий електричний квадрупольний момент зі всіх елементів.

## Літій-7
Літій-7 є з великою перевагою найбільш поширеним ізотопом природного літію і становить 92,5 % атомів. Атом літію-7 містить три протони, чотири нейтрони і три електрони. Завдяки властивостям свого ядра літій-7 менш поширений у всесвіті, ніж гелій, берилій, вуглець, азот і оксиген, навіть попри те, що останні чотири елементи мають важчі ядра, ніж літій.
Внаслідок промислового виробництва літію-6 утворюються відходи, які збагачені літієм-7 і збіднені літієм-6. Ці матеріали продавались на ринку, а також їх просто відвалювали в довкілля. Відносний надлишок літію-7, до 35 відсотків вищий, ніж природне співвідношення, зареєстровано в ґрунтових водах у карбонатному водоносному горизонті під струмком Вест Воллі в Пенсільванії, який перебуває нижче за течією від заводу з виробництва літію. У збідненому літії нижня межа відносної частки літію-6 може становити до 20 відсотків від його природного вмісту. Оскільки співвідношення часток ізотопів літію дещо залежить від джерела, то неможливо точно визначити атомну масу проб літію зі всіх джерел.
Літій-7 використовують. як один із компонентів розплавленого фториду літію в реакторах на розплавах солей. Великий ефективний поперечний переріз захоплення нейтронів літію-6 (близько 940 барн) порівняно з дуже незначною величиною цього показника для літію-7 (близько 45 мілібарн) призводить до необхідності дуже добре очищувати літій-7 з сировини, щоб його можна було застосовувати в реакторах на фториді літію.
Гідроксид літію-7 використовується для олужнення охолоджувача у водно-водяних ядерних реакторах.

## Літій-11
Припускають, що ядро літію-11 має гало. Ядро складається з трьох протонів і дев'яти нейтронів, два з яких утворюють ядерне гало. Воно має надзвичайно великий поперечний переріз 3,16 фм, порівняний з цим показником у 208Pb. Воно розпадається внаслідок бета-розпаду до 11Be, який, своєю чергою, розпадається кількома шляхами (див. таблицю нижче).

## Літій-12
Літій-12 має набагато коротший період напіврозпаду, близько 10 наносекунд. Унаслідок нейтронного розпаду він розпадається до 11Li, який, своєю чергою, розпадається, як написано вище.

## Таблиця
| Символ ізотопу | Z(p)              | N(n)              | Маса ізотопу (u)  | Період напіврозпаду           | Типи розпаду        | Дочірні ізотопи | Спін і парність ядра | Поширеність ізотопу в природі (мольна частка) | Діапазон розподілу в природі (мольна частка) |
| Символ ізотопу | Енергія збудження | Енергія збудження | Енергія збудження | Період напіврозпаду           | Типи розпаду        | Дочірні ізотопи | Спін і парність ядра | Поширеність ізотопу в природі (мольна частка) | Діапазон розподілу в природі (мольна частка) |
| -------------- | ----------------- | ----------------- | ----------------- | ----------------------------- | ------------------- | --------------- | -------------------- | --------------------------------------------- | -------------------------------------------- |
| 4Li            | 3                 | 1                 | 4,027 19(23)      | 91(9)×10−24 с [6,03 МеВ]      | p                   | 3He             |                      |                                               |                                              |
| 5Li            | 3                 | 2                 | 5,012 54 (5)      | 370(30)×10−24 с [~1,5 МеВ]    | p                   | 4He             | 3/2−                 |                                               |                                              |
| 6Li            | 3                 | 3                 | 6,015 122 795(16) | Стабільний                    | Стабільний          | Стабільний      | 1+                   | [0,0759(4)]                                   | 0,07714–0,07225                              |
| 7Li            | 3                 | 4                 | 7,016 004 55(8)   | Стабільний                    | Стабільний          | Стабільний      | 3/2−                 | [0,9241(4)]                                   | 0,92275–0,92786                              |
| 8Li            | 3                 | 5                 | 8,022 487 36(10)  | 840,3(9) мс                   | β−                  | 8Be             | 2+                   |                                               |                                              |
| 9Li            | 3                 | 6                 | 9,026 7895(21)    | 178,3(4) мс                   | β−, n (50,8 %)      | 8Be             | 3/2−                 |                                               |                                              |
| 9Li            | 3                 | 6                 | 9,026 7895(21)    | 178,3(4) мс                   | β− (49,2 %)         | 9Be             | 3/2−                 |                                               |                                              |
| 10Li           | 3                 | 7                 | 10,035 481(16)    | 2,0(5 × 10−21) с [1,2(3) МеВ] | n                   | 9Li             | (1−,2−)              |                                               |                                              |
| 10Li           | 200(40) кеВ       | 200(40) кеВ       | 200(40) кеВ       | 3,7(15) × 10−21 с             |                     |                 | 1+                   |                                               |                                              |
| 10Li           | 480(40) кеВ       | 480(40) кеВ       | 480(40) кеВ       | 1,35(24) × 10−21 с            |                     |                 | 2+                   |                                               |                                              |
| 11Li           | 3                 | 8                 | 11,043 798(21)    | 8,75(14) мс                   | β−, n (84,9 %)      | 10Be            | 3/2−                 |                                               |                                              |
| 11Li           | 3                 | 8                 | 11,043 798(21)    | 8,75(14) мс                   | β− (8,07 %)         | 11Be            | 3/2−                 |                                               |                                              |
| 11Li           | 3                 | 8                 | 11,043 798(21)    | 8,75(14) мс                   | β−, 2n (4,1 %)      | 9Be             | 3/2−                 |                                               |                                              |
| 11Li           | 3                 | 8                 | 11,043 798(21)    | 8,75(14) мс                   | β−, 3n (1,9 %)      | 8Be             | 3/2−                 |                                               |                                              |
| 11Li           | 3                 | 8                 | 11,043 798(21)    | 8,75(14) мс                   | β−, α (1,0 %)       | 7He, 4He        | 3/2−                 |                                               |                                              |
| 11Li           | 3                 | 8                 | 11,043 798(21)    | 8,75(14) мс                   | β−, поділ (0,014 %) | 8Li, 3H         | 3/2−                 |                                               |                                              |
| 11Li           | 3                 | 8                 | 11,043 798(21)    | 8,75(14) мс                   | β−, поділ (0,013 %) | 9Li, 2H         | 3/2−                 |                                               |                                              |
| 12Li           | 3                 | 9                 | 12,053 78(107)#   | <10 нс                        | n                   | 11Li            |                      |                                               |                                              |

1. ↑  Жирним для стабільних ізотопів
2. ↑  Утворився під час нуклеосинтезу Великого вибуху
3. ↑  Одразу ж розпадається на два атоми 4He в результаті реакції 8Li → 24He + e−
4. ↑  Одразу ж розпадається на два атоми 4He в результаті реакції 9Li → 24He + 1n + e−
5. ↑  Має 2 нейтрони гало
6. ↑  Одразу ж розпадається на два атоми 4He в результаті реакції 11Li → 24He + 31n + e−

### Нотатки
- Поширеність ізотопів наведена для більшості природних земних зразків. Для інших джерел значення можуть значно відрізнятися.
- Відомі виняткові проби літію з геологічних зразків, у яких поширеність ізотопів лежить поза межами наведеного діапазону розподілу. Похибка у вимірюваннях атомної маси для таких зразків може перевищувати наведену величину.
- Комерційно доступні матеріали могли підлягати прихованому або випадковому розділенню на ізотопи. Можуть траплятись суттєві відхилення від поданої маси і складу.
- У збідненому літії нижня межа відносної частки літію-6 може становити до 20 відсотків від його природного вмісту, даючи виміряну атомну масу в діапазоні від 6,94 до 7,00 а. о. м.
- Оцінки позначені # отримані не з чисто експериментальних даних, але частково із систематичних трендів у сусідніх нуклідів (з такими самими відношеннями Z і N). Спіни зі слабким оцінковим обґрунтуванням взяті в дужки.
- похибку вимірювання подано в скороченій формі в дужках після відповідних останніх цифр. Похибка позначає одне стандартне відхилення, за винятком ізотопної поширеності та атомної маси від IUPAC, яка використовує складніші визначення похибок. Приклади: 29 770,6(5) означає 29 770,6 ± 0,5; 21,48(15) означає 21,48 ± 0,15; −2200,2(18) означає −2200,2 ± 1,8.
- Незвичайний ізотоп літій-11 має ядерне гало, яке складається з двох слабко пов'язаних нейтронів, що пояснює значну відмінність у радіусі його ядра.
- Маси радіонуклідів подано за даними Комісії з символів, одиниць, номенклатури, атомних мас і фундаментальних констант (SUNAMCO) IUPAP.
- Поширеність ізотопів подано за даними Комісії з ізотопних поширеностей і атомних мас IUPAC.

## Ланцюги розпаду
{\displaystyle \mathrm {{}_{3}^{4}Li} \ {\xrightarrow {\ \mathrm {91ys} }}\ \mathrm {{}_{2}^{3}He} +\mathrm {{}_{1}^{1}H} }
{\displaystyle \mathrm {{}_{3}^{5}Li} \ {\xrightarrow {\ \mathrm {370ys} }}\ \mathrm {{}_{2}^{4}He} +\mathrm {{}_{1}^{1}H} }
{\displaystyle \mathrm {{}_{3}^{8}Li} \ {\xrightarrow {\ \mathrm {840.3ms} }}\ \mathrm {{}_{4}^{8}Be} +\mathrm {e{}_{}^{-}} }
{\displaystyle \mathrm {{}_{3}^{9}Li} \ {\xrightarrow {\ \mathrm {178.3ms} }}\ \mathrm {{}_{4}^{8}Be} +\mathrm {{}_{0}^{1}n} +\mathrm {e{}_{}^{-}} }
{\displaystyle \mathrm {{}_{3}^{9}Li} \ {\xrightarrow {\ \mathrm {178.3ms} }}\ \mathrm {{}_{4}^{9}Be} +\mathrm {e{}_{}^{-}} }
{\displaystyle \mathrm {{}_{3}^{10}Li} \ {\xrightarrow {\ \mathrm {2zs} }}\ \mathrm {{}_{3}^{9}Li} +\mathrm {{}_{0}^{1}n} }
{\displaystyle \mathrm {{}_{3}^{11}Li} \ {\xrightarrow {\ \mathrm {8.75ms} }}\ \mathrm {{}_{4}^{10}Be} +\mathrm {{}_{0}^{1}n} +\mathrm {e{}_{}^{-}} }
{\displaystyle \mathrm {{}_{3}^{11}Li} \ {\xrightarrow {\ \mathrm {8.75ms} }}\ \mathrm {{}_{4}^{11}Be} +\mathrm {e{}_{}^{-}} }
{\displaystyle \mathrm {{}_{3}^{11}Li} \ {\xrightarrow {\ \mathrm {8.75ms} }}\ \mathrm {{}_{4}^{9}Be} +\mathrm {2{}_{0}^{1}n} +\mathrm {e{}_{}^{-}} }
{\displaystyle \mathrm {{}_{3}^{11}Li} \ {\xrightarrow {\ \mathrm {8.75ms} }}\ \mathrm {{}_{4}^{8}Be} +\mathrm {3{}_{0}^{1}n} +\mathrm {e{}_{}^{-}} }
{\displaystyle \mathrm {{}_{3}^{11}Li} \ {\xrightarrow {\ \mathrm {8.75ms} }}\ \mathrm {{}_{4}^{7}He} +\mathrm {{}_{2}^{4}He} +\mathrm {e{}_{}^{-}} }
{\displaystyle \mathrm {{}_{3}^{11}Li} \ {\xrightarrow {\ \mathrm {8.75ms} }}\ \mathrm {{}_{3}^{8}Li} +\mathrm {{}_{1}^{3}H} +\mathrm {e{}_{}^{-}} }
{\displaystyle \mathrm {{}_{3}^{11}Li} \ {\xrightarrow {\ \mathrm {8.75ms} }}\ \mathrm {{}_{3}^{9}Li} +\mathrm {{}_{1}^{2}H} +\mathrm {e{}_{}^{-}} }
{\displaystyle \mathrm {{}_{3}^{12}Li} \ {\xrightarrow {\ \mathrm {<10ns} }}\ \mathrm {{}_{3}^{11}Li} +\mathrm {{}_{0}^{1}n} }